# أحلام أبو الهنا (مسلسل)
أحلام أبو الهنا أو أبو الهنا اسمان لمسلسل كوميدي سوري ساخر انتج عام 1996 يمكن تصنيفه في فئة كوميديا الموقف. قام دريد لحام بدور الشخصية الرئيسية فيه -شخصية أبو الهنا-، حيث تتعرض باستمرار إلى مواقف لا تحسد عليها توقعها في المشاكل. المشكلة تتفاقم حين يبدأ أبو الهنا بالبحث عن حلول.

## شخصيات المسلسل
1. أبو الهنا : إنسان بسيط وطيب القلب لكنه لديه ثقة بالنفس تجعل زوجته ام الخير تطيعه دائما. سريع الغضب ولكنه سرعان ما يرجع لطبيعته المحبوبة.موظف درجة تاسعة في إحدى الدوائر الحكومية وهو سبب عقدة الكثير من الناس على رأسهم مناف المدير العام. من مشاكله الحساسة انه لا ينجب أطفال. دائما يردد كلمة آسف و يا مغيث. قام بالدور دريد لحام.
2. أم الخير : زوجة أبو الهنا، ملقبة بخيرو. ضخمة جدا، بسيطة ودائمة الشجار مع حماتها مختصر خانم. كثيرة النق. زوجها يغار عليها دائما ويتعرض لمواقف توقعه بالمشاكل من أجلها. قامت بهذا الدور ايمان الغوري.
3. مختصر خانم : والدة أبو الهنا. قوية الشخصية، لديها معارف من المسؤولين، لا تخاف منهم أبدا، لا تزال على عادات الشام القديمة مثل كتابة الأسحار. تنتقد خيرو دائمة وخاصة على نظافة وترتيب البيت. قامت بهذا الدور سامية الجزائري.
4. إسماعيل : زميل أبو الهنا بالعمل، وأعز اصدقائه، إنسان غريب الأطوار، كثير الثرثرة، غير حضاري، وصولي ومنافق، استغلالي ولديه أساليب مضحكة في سلب النقود. كرشه كبير بحيث أنه دائما يطبل على بطنه، لا يغضب أبدا من أي شخص. دائما يردد: يعدمني ياكي يا زهور. لديه ٤ اطفال اسمائهم: عايدة و عامر و عروه و محدين (حدو)  قام بدور اسماعيل كمخة الفنان فارس الحلو.
5. السيد مناف : مدير عام شركة حكومية، كثير العصبية، يلازمه خوف رهيب من تسريحه من منصبه. لديه جاسوس اسمه أبو أكرم الذي ينهب أموال الشركة. يعتبر أبو الهنا عقدته الرئيسية لأسباب عدة. أكبر أعدائه السيد مفيد.دائما يردد: طوا طولي. قام بهذا الدور عصام عبه جي.
6. أبو أكرم : إنسان من ضيعة مجاورة يعمل في بوفيه الشركة. لديه أخبار الشركة بأكملها. ينقل الأخبار كلها إلى السيد مناف. ضعيف البنية. قام بهذا الدور أندريه سكاف.
7. الأنسة رلى : سكرتيرة المدير العام. دائما يجلب لها الهدايا والأساور. قامت بهذا الدورسوسن ميخائيل كوجه جديد.
8. سميحة الخياطة : خياطة المسؤولين. قامت بهذا الدور نبيلة النابلسي كضيفة شرف.
9. زوجة مناف : قامت بهذا الدور رجاء يوسف
10. أبو أسعد السمان : بقال أبو الهنا، وهو إنسان كثير الغش. قام بهذا الدور رياض شحرور.
11. زهور : زوجة إسماعيل، امرأة شريرة الطباع وقوية، لديها أربع أولاد وهي حامل بتوأم، دائمة الشجار مع إسماعيل. امرأة غير حضارية إطلاقا. قامت بهذا الدور غادة بشور.
12. أم سوسو : رقاصة ولديها حركات مثيرة للدهشة، جارة أبو الهنا، لديها معارف من المسؤولين الكبار. قامت بهذا الدور هدى شعراوي.
13. ام خيرو : تحب أبو الهنا بعض الشيء ولكنها حقودة على مختصر خانم. عصبية ونكدة. قامت بهذا الدور اميمة الطاهر
14. السيد مفيد : موظف يسعى لتسريح مناف ليستلم مكانه بالشركة. يضع ثقة عمياء بإسماعيل. لديه أفكار ضد العولمة والرأسمالية وأفكار ضد الغزو الثقافي لا يطبقها لأنه دجال ومحتال كبير. قام بهذا الدور إبراهيم ياخور.
15. أبو عيدو : جار أبو الهنا شخص عديم الشخصية، يخاف من زوجته، يحب أم سوسو بالسر. قام جرجس جبارة بهذا الدور.
16. أم عيدو : نفس شخصية ام بدر بمسلسل باب الحارة ونفس الممثلة ليلى سمور.
17. أبو لطفي : جار أبو الهنا كبير بالسن، متزوج من امرأة صغيرة بالسن ومطلق زوجته الأولى. قام بهذا الدور أحمد عداس
18. لطفية : زوجة أبو لطفي، قامت بهذا الدور جيما دريوسي وهو أول دور لها بالتلفاز وقد شاركت بعدها مع دريد لحام في العديد من الأعمال.
19. أبو رامي : رئيس مجلس بناية أبو الهنا، طماع ويريد أن يرفع أسعار أجرة الشقق. قام بهذا الدور يوسف حرب ثم اختفى من مجال التمثيل باستثناء ظهوره كضيف شرف بالفصول الأربعة.
20. مستر سوزوكي : سائح كوري يظنه أبو الهنا وإسماعيل بأنه خبير ياباني مسؤول عن حواسيب الشركة. لا يأكل الا الرز ولا يأكل الا بالياشي. قام بهذا الدور داود الشامي بالإضافة إلى أدوار متنوعة أخرى مثل موظف حكومي أو سائق تكسي.
21. مديرة خيرو بعملها : قامت بهذا الدور غادة واصف.
22. أبو علي : سنترال الشركة. دائما يزعجه إسماعيل بالرن عليه.
23. أبو وليد : محاسب الشركة وقد قام بهذا الدور أحمد مسالخي.
24. قام محمد طرابيشي بدور موظف طاعن بالسن صوته وحركاته مخيفة، كما قام الكمبارس السوري محمود عبد العزيز بدور مراقب الدوام.
25. قام حسن اسرب بدور وزير أبو الهنا، كما قام البير حلال ورياض الأحمد بدور وكلاء الوزير
26. ظهرت ايمان عبد العزيز كضيفة شرف لحلقة واحدة فقط حيث تقوم بدور حماة أخو مناف.
27. قامت النجمة نورمان أسعد بدورها نفسها حيث تكون فنانة تمثل بمسلسل يتم القبض عليها من الشرطي أبو الهنا الكمبارس وعندما يضع الكلبشات بيدها يضيع المفتاح مما يسبب احراجات كبيرة لها.
28. شارك الكثير من كبار المذيعين في سوريا بهذا المسلسل وعلى رأسهم عبد المجيد عبد المعين

## أصداء حول المسلسل
اعتُبر المسلسل أكثر المسلسلات الكوميدية إثارة للجدل وأكثرها جرأة لما فيها مِن مناقشات لمواضيع محلية كثيرة بطريقة مضحكة، كما أن المسلسل تم عرضه في رمضان 1996 على عدد كبير من القنوات في آن واحد، وقد تم توزيع الحلقات بطريقة ذكية حيث أن ترتيب الحلقات لم يكن ذاته في القنوات التي عُرض فيها المسلسل، مما جعل المشاهدين يبحثون عن حلقة معينة على قناة معينة، وكانوا كثيراً ما يتنافسون في ذلك. المسلسل، بالرغم من النجاح الكبير الذي لاقاه، إلا أن دريد لحام نفسَه تعرض لانتقادات شديدة في البداية وذلك لأن تأديته لدور إنسان بسيط جداً لم تكن على غرار أدواره السابقة كإنسان محتال وخبيث.

## طاقم العمل
المسلسل من تأليف حكم البابا وسلمى كركوتي وهو من إخراج هشام شربتجي.

## معلومات طريفة عن المسلسل
- يظهر حسن دكاك مجرد ظهور عابر بإحدى الحلقات حيث يكون أحد الكمبارس بالمسلسل بمتابعة مسرحية القط أبو الجزمة وهو من بطولة حسن دكاك.
- طول المدة الزمنية للحلقات ليست متساوية على الإطلاق حيث أن أطولها أكثر من 60 دقيقة وأقلها أقل من 40 دقيقة.
- يحكى اشاعة بأن النجمة روعة ياسين ظهرت ككمبارس في هذا المسلسل
- كان من المفروض بأن يقوم ياسين بقوش بدور إسماعيل بهذا المسلسل إلا أنه رفض السيناريو كما أنه رفض دور تحسين بمسلسل عودة غوار رغم توقع نجاح كبير للمسلسل لخوفه من أن يكرهه الناس بسبب الجريمة التي يقترفها تحسين بالمسلسل
- قام نجوم الكوميديا أيمن رضا وعلي كريم ونزار أبو حجر بأدوار عدة في المسلسل من سائق تكسي إلى موظف حكومي ال شيخ مسجد وغيرها من الأدوار
- قام فنانون الصف الثاني الكوميديين أحمد خليفة وصبحي الرفاعي وناصر الشبلي بأدوار متعددة في المسلسل كما قام صف الكمبارس عبد السلام غبور وأنور شيخ البساتنة ونور الدين الداغستاني وطريف أيوبي بنفس ادوار نجوم الكوميديا المذكورين اعلاه
- هذا المسلسل ومسلسل مرايا 96 هي آخر أعمال الراحل محمد جبولي